# The Australian Pink Floyd Show
The Australian Pink Floyd Show, častěji označováni jako Australian Pink Floyd, je revivalová skupina založená v roce 1988 v jihoaustralské Adelaide. Jejich živá vystoupení se snaží napodobit zvuk a celkovou atmosféru koncertu skupiny Pink Floyd, tak jak byla známá z jejich posledního světového turné, používáním vizuálních pomůcek jako jsou lasery, obří obrazovky a další efekty, které používali originální Pink Floyd na živých koncertech. The Australian Pink Floyd Show koncertují po celém světě.

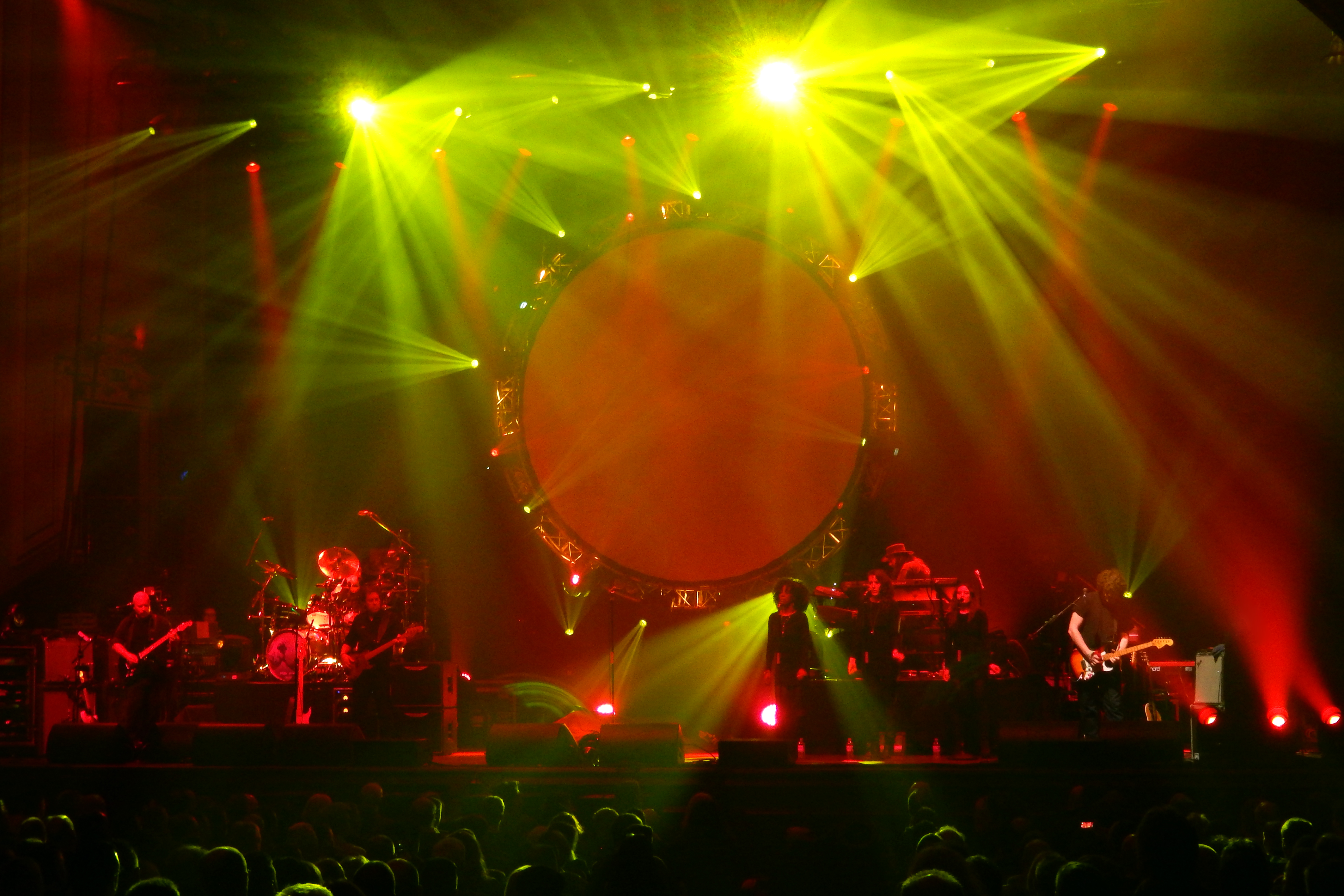
The Australian Pink Floyd Show

Skupina je pozoruhodná pro přesnou a detailní interpretaci způsobu práce originálních Pink Floyd. Kytarová souprava Steve Maca se podobá vybavení Davida Gilmoua a obsahuje součásti vyrobené na zakázku Pete Cornishem, který s Gilmourem úzce spolupracoval. Skupina sama je spojována s osobami, které po léta s Pink Floyd spolupracovaly, včetně Colin Norfield (který pracoval jako záznamový inženýr pro Davida Gilmoura během jeho sólové kariéry, Pink Floyd během jejich 1994 Division Bell Tour) a Clive Brooks – dlouholetý servisák bicích Nick Masona.
Představení používá kruhové promítací plátno po jehož obvodu jsou rozmístěna řízená světla. Během koncertu se na plátně promítají filmové záběry a animace, které tak doplňují celou světelnou show. Používají též obřího nafukovacího růžového klokana Skippy, který se jmenuje podle hrdiny australského televizního seriálu Skippy The Bush Kangaroo (obměna prasete, které používali Pink Floyd během Division Bell Tour).

## Členové skupiny
Ačkoliv různí hudebníci za léta fungování skupiny přicházeli a odcházeli, jádrem skupiny zůstávají hudebníci Steve Mac, Colin Wilson a Jason Sawford. Současná sestava hraje ve složení:
- Steve Mac – kytara, zpěv (1988–dosud)
- Colin Wilson – bass kytara, zpěv (1993–2015)
- Jason Sawford (†) – klávesy (1988–2025)
- Paul Bonney – bicí (1998–dosud)
- David Domminney Fowler – kytara, zpěv (2010–dosud)
- Mike Kidson – saxophones (2003–2008, dosud)
- Emily Lynn – doprovodný zpěv (2010–dosud)
- Lara Smiles – doprovodný zpěv (2010–dosud)
- Lorelei McBroom – doprovodný zpěv (2011–dosud)
- Chris Barnes – zpěv (2015–dosud)
- Ricky Howard – baskytara, zpěv

## Historie souboru

### 1988-2000
Skupina se zformovala v roce 1988 v Adelaide, Jižní Austrálii. Kytarista Lee Smith v hudebním obchodě Allan's Music umístil inzerát na kterém stálo: “Hledáme zpěváka a klávesistu.Očekáván je profesionální přístup. Hrajeme pouze Pink Floyd”. Zpěvák /kytarista Steve Mac a klávesák Jason Sawford se připojili k existující sestavě, kterou tvořili Grant Ross (bicí), Trevor Turton (baskytara) a Lee Smith (kytary). Jejich první živé vystoupení se konalo před vybranou skupinou přátel a příbuzných. Skupina se dohodla na jménu "Think Floyd" a poté odehrála několik koncertů okolo Adelaide, pak došlo k odlivu jejich pravidelného obecenstva.
V roce 1992, kdy se Mac a Smith zaměřili na získání ztracené přízně obecenstva, opustil skupinu Turton. V květnu 1996 se ke skupině se připojil baskytarista Peter Whiteley, právě v době zkoušek na koncertní turné po východním pobřeží Austrálie. V období těchto zkoušek Steve Mac navštívil příbuzné v Anglii a setkal se tam s Glennem Poveyem, vydavatelem nejpopulárnějšího časopisu fan klubu Pink Floyd té doby, 'Brain Damage'. Během tohoto setkání se dohodlo, že Think Floyd by měli být hlavním bodem setkání fanoušků Pink Floyd, které konalo v srpnu 1993 ve Wembley. A tak se cílem turné Think Floyd v roce 1993 na východním pobřeží stalo získání finančních prostředků na cestu do Británie. Na konci turné po východním pobřeží skupinu opustil Peter Whiteley, kterého nahradil baskytarista Colin Wilson.
Před příjezdem do Anglie v srpnu 1993 byla skupina přejmenována na 'The Australian Pink Floyd Show'. První vystoupení skupiny v Anglii, které trvalo tři hodiny, bylo ohromným úspěchem.
Povey byl tak nadšen přijetím The Australian Pink Floyd Show fanoušky, že skupině naplánoval další vystoupení po Británii do konce roku 1993. Navzdory obrovskému úspěchu a rostoucí popularitě skupiny, ji zakládající člen Lee Smith ke konci roku opustil a vrátil se do Austrálie, když jako důvod uvedl stesk po domově.
V roce 1994 David Gilmour navštívil vystoupení skupiny Australian Pink Floyd Show ve Fairfield Halls v Croydonu. V souvislosti s tím pozval skupinu aby zúčastnila oslavy na ukončení turné The Division Bell Tour která se konala v Earls Court v Londýně.
The Australian Pink Floyd je jediná revivalová skupina Pink Floyd, která hrála v roce 1996 členovi originálních Pink Floyd, kdy hráli na oslavě 50. narozenin Davida Gilmoura.
V roce 1995 skupina vystoupila v irské národní televizi, kde hráli píseň "Young Lust" v pořadu Kenny Live.
V roce 1998 skupina hrála na festivalu v Glastonbury, kdy vystoupila na akustickém pódiu.